# Jefim Geller

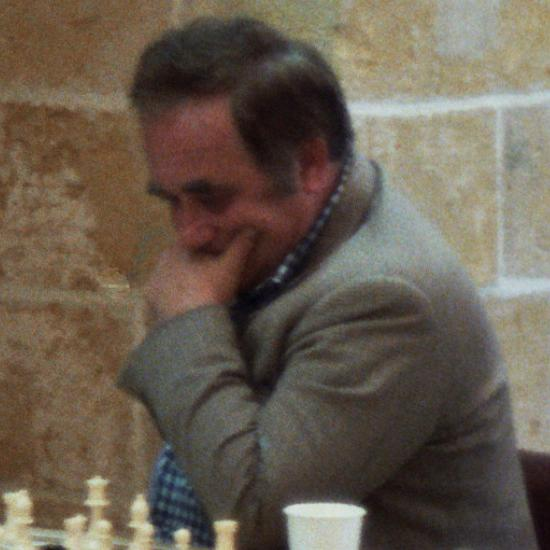
Jefim Geller i schackolympiaden 1980 på Malta.

Jefim Petrovitj Geller, född 8 mars 1925, Odessa, Ukrainska SSR, Sovjetunionen död 17 november 1998, Moskva Ryssland, var en sovjetisk schackspelare och stormästare.
Geller var av världsklass när han befann sig på toppen av sin karriär. Han vann Sovjetmästerskapen två gånger, 1955 och 1979. Vid sex tillfällen deltog Geller i kandidatturneringarna om världsmästartiteln (1953, 1956, 1962, 1965, 1968 och 1971). Han vann fyra ukrainska mästerskapstitlar 1950, 1957, 1958 och 1959. Han delade förstaplatsen i 1991 års VM för seniorer och vann den ensam 1992. Geller var också tränare till världsmästarna Boris Spasskij och Anatolij Karpov samt bokförfattare.